# Place de la Garenne
La place de la Garenne est une voie située dans le quartier de Plaisance du 14e arrondissement de Paris.

## Situation et accès
La place de la Garenne est desservie à proximité la ligne 13 à la station Pernety.

## Origine du nom
Cette place doit son nom à un ancien lieu-dit situé à proximité.

## Historique
Cette place est créée dans les années 1990 dans le cadre de l'aménagement de la ZAC Didot sous le nom provisoire de « voie AH/14 » avant de prendre en 1996 son nom actuel.
Comme l'ensemble de la ZAC Didot, la place est à l'emplacement d'un ancien dépôt de tramways établi vers 1900 par la Compagnie générale parisienne de tramways sur le vestige du domaine de l'ancien château du Maine et abandonné en 1938. Les hangars sont démolis vers 1990 et le terrain est cédé par la RATP à la ville de Paris pour cet aménagement urbain.
En 2006, le café associatif Le Moulin à café ouvre ses portes place de la Garenne.

## Bâtiments remarquables et lieux de mémoire
- La place accueille une fontaine Millénaire.